# Olesicampe delicata
Olesicampe delicata là một loài tò vò trong họ Ichneumonidae.